# Royaume-Uni de Grande-Bretagne et d'Irlande
Cet article concerne la monarchie britannique de 1801 à 1922. Ne doit pas être confondu avec la Grande-Bretagne (royaume) de 1707 à 1800 ou le Royaume-Uni de 1922 à aujourd'hui.
1er janvier 1801 – 6 décembre 1922
(121 ans, 11 mois et 5 jours)
Entités précédentes :
- Royaume de Grande-Bretagne
- Royaume d'Irlande

Entités suivantes :
- Royaume-Uni de Grande-Bretagne et d'Irlande du Nord
- État libre d'Irlande

1. ↑  Le Royaume-Uni conserve le nom officiel de « Royaume-Uni de Grande-Bretagne et d'Irlande » jusqu'au 12 avril 1927, date à laquelle il devient le « Royaume-Uni de Grande-Bretagne et d'Irlande du Nord ».

Le Royaume-Uni de Grande-Bretagne et d'Irlande (en anglais : United Kingdom of Great Britain and Ireland), souvent abrégé en Royaume-Uni, est un ancien État insulaire d'Europe du Nord qui recouvrait l'archipel des îles Britanniques, et qui a existé du 1er janvier 1801 au 6 décembre 1922, auquel ont succédé le Royaume-Uni dans sa forme actuelle et la république d'Irlande. Le Royaume-Uni de Grande-Bretagne et d'Irlande a toutefois gardé sa dénomination jusqu'en 1927, date à laquelle il est officiellement devenu le Royaume-Uni de Grande-Bretagne et d'Irlande du Nord.
Le royaume est fondé le 1er janvier 1801 par l'union du royaume de Grande-Bretagne (lui-même issu de la fusion des anciens royaumes d'Écosse et d'Angleterre en 1707) et du royaume d'Irlande. La fusion est facilitée par la décision du Parlement d'Irlande exclusivement anglican à Dublin en août 1800 de mettre fin à son existence par l'acte d'Union. Le Gouvernement britannique attribue titres, terres et argent aux parlementaires irlandais, pour récompenser leur unionisme tout récent.
Avec le traité anglo-irlandais de 1921, l'Irlande accède à l'indépendance sous le nom d'État libre d'Irlande le 6 décembre 1922. Néanmoins, l'Irlande du Nord exerce son droit de retrait dès le lendemain et reste au sein du Royaume-Uni.

## Histoire

### Union de la Grande-Bretagne et de l'Irlande

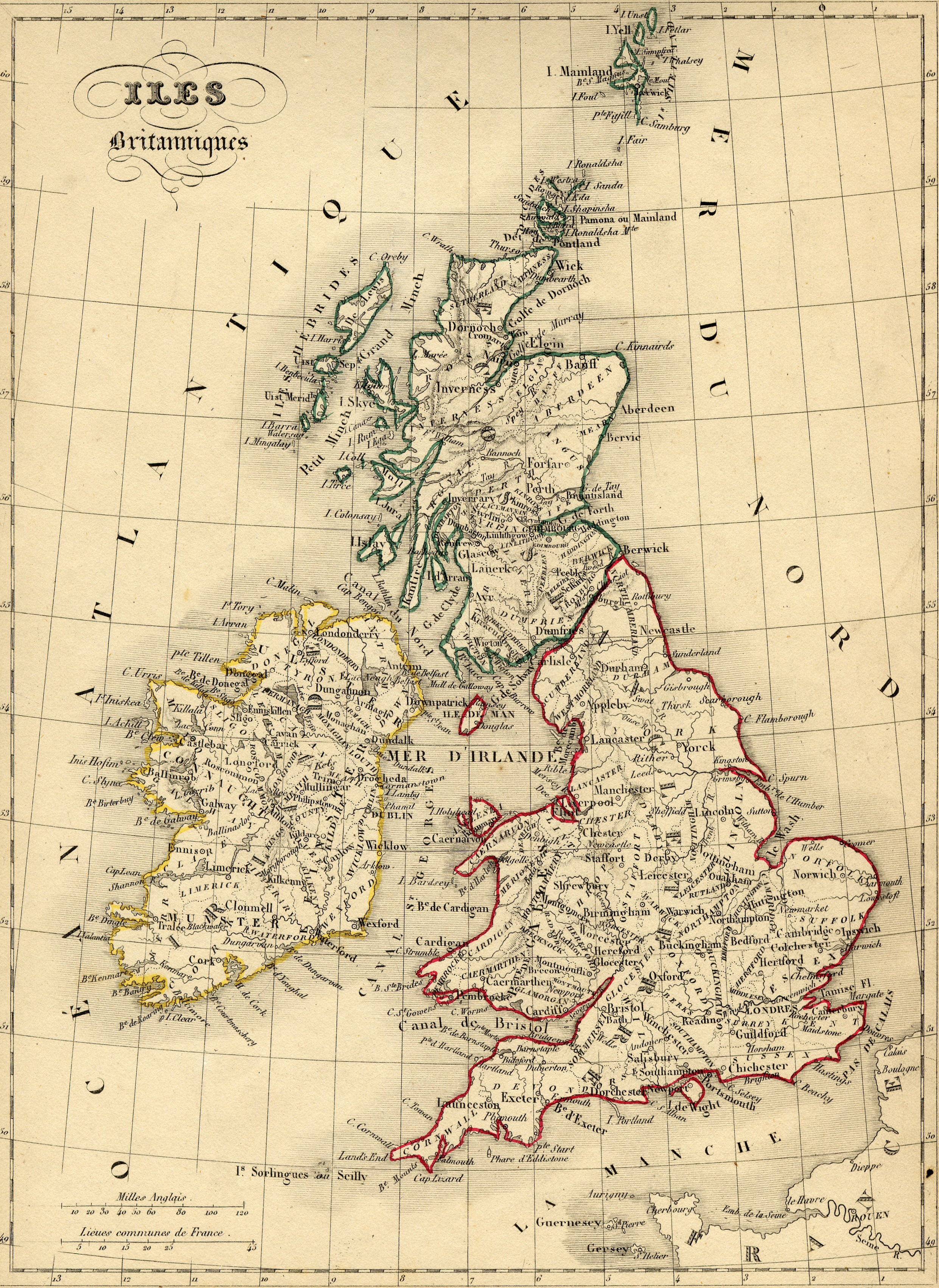
Carte de 1843 représentant le Royaume-Uni et ses entités constitutives : le royaume d'Angleterre en rouge (y compris la principauté de Galles), le royaume d'Écosse en bleu et le royaume d'Irlande en jaune.

D'après les termes de l'accord, l'Irlande est représentée par 100 membres du Parlement britannique du palais de Westminster. L'émancipation du culte catholique est une partie du marché, malgré tout bloquée par le roi George III, en tant que contrevenant à son serment de couronnement.
Des générations de chefs irlandais font campagne pour l'établissement d'un gouvernement autonome. Daniel O'Connell obtient du gouvernement britannique l'Émancipation catholique en 1829. Cependant, il échoue dans sa tentative de faire abroger l'Acte d'Union. D'autres chefs irlandais, comme Charles Stewart Parnell font campagne pour une formule de gouvernement autonome appelé Home Rule (loi nationale), presque achevée sous le gouvernement de Gladstone, dans les années 1880. Cependant, après l'accession des conservateurs à la majorité, le Parlement rejette cette politique et elle est enterrée aussi longtemps qu'ils sont au pouvoir et plus tard sous David Lloyd George, libérale. Ce report sine die du Home Rule provoque une frustration qui finit par aboutir à une révolte armée et à l'indépendance aux années suivantes la fin de la Première Guerre mondiale, ce qui a apaisé l'appétit de mobiliser des troupes supplémentaires.
En 1919, les parlementaires irlandais délégués à Westminster forment unilatéralement un parlement irlandais indépendant, le Dáil Éireann, doté d'un pouvoir exécutif, le président du Dáil Éireann, poste occupé par Éamon de Valera. La guerre d'indépendance, de 1919 à 1921, aboutit en décembre 1922 à la création d'un État irlandais libre formé de 26 des 32 comtés de l'Irlande. Les six comtés restants, nommés Irlande du Nord, restent au sein du Royaume-Uni, qui est renommé en 1927 Royaume-Uni de Grande-Bretagne et d'Irlande du Nord.

## Liste des monarques
- George III (1801-1820)
- George IV (1820-1830)
- Guillaume IV (1830-1837)
- Victoria (1837-1901)
- Édouard VII (1901-1910)
- George V (1910-1922/1927) (mort 1936)

Après que la scission entre le Royaume-Uni et l'Irlande est devenue effective en 1922, les rois britanniques continuent d'utiliser le titre de roi du Royaume-Uni de Grande-Bretagne et d'Irlande jusqu'en 1927. La loi sur les titres royaux et parlementaires de 1927 crée de nouveaux titres pour le souverain britannique, qui est roi du Royaume-Uni de Grande-Bretagne et d'Irlande du Nord, en Grande-Bretagne, et roi d'Irlande du Nord en Irlande du Nord